# チャンドラ・バハドゥール・ダンギ
チャンドラ・バハドゥール・ダンギ（Chandra Bahadur Dangi、1939年11月30日 - 2015年9月3日）は、史上最も背の低い成人としてギネス世界記録に認定されている、ネパール・ラプティ県ダン・デュークフリ郡に在住していた男性である。
2012年2月26日、ネパール・カトマンズでギネス世界記録の審査員の立会いのもとで行われた計測の際、身長が54.6センチメートルであることが判明し、ギネス世界記録により存命中の最も背の低い人物、同時にこれまで記録上最も背が低い人物とされていたインドのグル・モハメッド（1957 - 1997）の身長57.0センチメートルの記録を更新する、史上最も背の低い成人（18歳以上）男性と認定された。この時点でダンギは72歳であり、「存命中の最も背の低い人物」のタイトルを新たに獲得した史上最高齢の人物となった。
2015年9月3日、滞在していたアメリカ領サモアの病院で死去（75歳）。死因は肺炎。